# 五裂悬钩子
五裂悬钩子（学名：Rubus lobatus）为蔷薇科悬钩子属下的一个种。

## 扩展阅读
- 維基物種上的相關：五裂悬钩子